# Stormwatch
Stormwatch, es el duodécimo álbum publicado en 1979 por Jethro Tull. Es el tercero de la trilogía de la banda que mezcla sonidos tradicionales de las islas británicas con música de rock (Songs from the Wood, Heavy Horses y Stormwatch).
La temática del disco se centra en el deterioro del medio ambiente, y advierte sobre el apocalipsis que podría llegar a cernirse si el ser humano no encauza su desarrollo económico y cuida más de la naturaleza. Es el último estado de pesimismo tras el optimismo inicial que se mostraba en los temas de Songs from the Wood y la visión, ya más negativa de Heavy Horses.
Muchos críticos consideran este álbum como el último gran disco de Jethro Tull.
Tras Stormwatch, la mayor parte del grupo, excepto Martin Barre, abandonó la banda, pues no estaban de acuerdo con la nueva línea electrónica que Ian Anderson quería imprimir al grupo, estilo que quedará plasmado en el siguiente álbum de Jethro Tull, A, y en el primero de Ian Anderson en solitario (Walk Into Light).
El gran bajista y vocalista John Glascock, afectado de una gravísima dolencia cardiaca congénita, falleció tras la publicación de este álbum, en el que -ya muy rendido por la enfermedad- sólo pudo participar en tres temas. 
En 2004 se editaría una versión remasterizada con cuatro temas extra.
Los Tull realizarían un videoclip del tema «Dun Ringill» que incluirían posteriormente en el videoconcierto Slipstream (1980).
Detrás de la edición y publicación del álbum existen una serie de polémicas. La permanencia de John Glascock se dificultó por su enfermedad, lo que hizo que Ian Anderson buscara un reemplazante como el bajista David Pegg. Sin embargo antes de la presentación en vivo del álbum Glascock fue despedido por Anderson, y al poco tiempo fallecería. Barriemore Barlow, baterista y amigo personal de Glascock, corrió con los gastos del funeral debido a la frágil situación económica de éste, lo que lo llevó a descubrir la relación de abuso laboral de Anderson y los productores. Por tal razón Barlow abandona la banda. Palmer y Evans lo siguen debido al cansancio de las giras y a que Jethro Tull no era la hermandad que había planeado.

## Puesto en las listas de éxitos
- Puesto en las listas de EE. UU.: 22.
- Puesto en las listas de UK: 27.

## Lista de temas
| #   | Título                                | Autor              | Interpretaciones | Tiempo |
| --- | ------------------------------------- | ------------------ | ---------------- | ------ |
| 1.  | "North Sea Oil"                       | (Ian Anderson)     |                  | 3:12   |
| 2.  | "Orion"                               | (Ian Anderson)     |                  | 3:58   |
| 3.  | "Home"                                | (Ian Anderson)     |                  | 2:46   |
| 4.  | "Dark Ages"                           | (Ian Anderson)     |                  | 9:13   |
| 5.  | "Warm Sporran"                        | (Ian Anderson)     |                  | 3:33   |
| 6.  | "Something's on the Move"             | (Ian Anderson)     |                  | 4:27   |
| 7.  | "Old Ghosts"                          | (Ian Anderson)     |                  | 4:23   |
| 8.  | "Dun Ringill"                         | (Ian Anderson)     |                  | 2:41   |
| 9.  | "Flying Dutchman"                     | (Ian Anderson)     |                  | 7:46   |
| 10. | "Elegy"                               | (David Palmer)     |                  | 3:38   |
| 11. | "A Stitch in Time" (bonus track)      | (Ian Anderson)     |                  | 3:40   |
| 12. | "Crossword" (bonus track)             | (Ian Anderson)     |                  | 3:38   |
| 13. | "Kelpie" (bonus track)                | (Ian Anderson)     |                  | 3:47   |
| 14. | "King Henry's Madrigal" (bonus track) | (tema tradicional) |                  | 3:01   |

## Intérpretes
- Ian Anderson: voz solista, voces, flauta, guitarra acústica y bajo.
- Martin Barre: guitarra eléctrica, mandolina y guitarra clásica.
- Barriemore Barlow: batería y percusión.
- John Evan: Piano y órgano.
- David Palmer: Sintetizadores, teclado electrónico y arreglos orquestales.
- John Glascock: bajo y segunda voz en "Flying Dutchman", "Orion" y "Elegy".
- Francis Wilson: voz en off.